# پیریمیکارب
پیریمیکارب (به انگلیسی: Pirimicarb) با فرمول شیمیایی C۱۱H۱۸N۴O۲ یک ترکیب شیمیایی با شناسه پاب‌کم ۳۱۶۴۵ است. که جرم مولی آن ۲۳۸٫۲۹ g/mol می‌باشد. 